# Brad Murphey
Brad Murphey (ur. 27 grudnia 1955 roku w Tucson) – australijsko-amerykański kierowca wyścigowy.

## Życiorys
Murphey rozpoczął karierę w międzynarodowych wyścigach samochodowych w 1982 roku od startów w Amerykańskiej Formule Super Vee Robert Bosch/Valvoline Championship. Z dorobkiem 61 punktów został sklasyfikowany na ósmej pozycji w końcowej klasyfikacji kierowców. W późniejszym okresie Australijczyk pojawiał się także w stawce CART Indy Car World Series, Indianapolis 500, American Racing Series oraz Indy Racing League.
W Indy Racing League Murphey startował w latach 1996-1997. Najlepszy wynik Australijczyk osiągnął w 1996 roku, kiedy uzbierane dwanaście punktów dało mu 35. miejsce w klasyfikacji generalnej.